# Matiloxis zoum
Matiloxis zoum là một loài bướm đêm trong họ Noctuidae.